# Ulkokari (ö i Norra Österbotten)
Ulkokari är en ö i Finland. Den ligger i Bottenviken och i kommunen Brahestad i den ekonomiska regionen  Brahestads ekonomiska region i landskapet Norra Österbotten, i den nordvästra delen av landet. Ön ligger omkring 71 kilometer sydväst om Uleåborg och omkring 490 kilometer norr om Helsingfors.
Öns area är 0,8 hektar och dess största längd är 160 meter i öst-västlig riktning.